# Логутов, Владимир
Владимир Логутов (род. 24 октября 1980, Самара) — современный российский художник, куратор, педагог. Организатор и участник группы «Лаборатория». Работает с видео-артом и видеоинсталляцией, делает объекты и скульптуры, живопись и графику. 

## Биография
Владимир Логутов родился в Самаре в 1980 году. Окончил Художественное училище Самары (факультет живописи, 1996—2001) и Самарский педагогический университет (факультет изобразительного искусства и декоративно-прикладного искусства, 2002—2006). В 2005 году получил независимую художественную стипендию для обучения в Германии от Stuttgarter kunstverein e.v. (Штутгарт, Германия).
Владимир Логутов — двукратный номинант Премии Кандинского, двукратный номинант Премии «Инновация», двукратный номинант Премии «Чёрный квадрат».
В 2006 году получил главный приз конкурса фильмов на цифровых носителях «Кино без киноплёнки» в рамках фестиваля «Киношок» за фильм «Обо мне».
В 2017, 2018 годах вошел в Российский инвестиционный художественный рейтинг 49ART, представляющий выдающихся современных художников в возрасте до 50 лет.
Участник многочисленных групповых выставок в России и за рубежом, среди которых Первая и Вторая Московская биеннале современного искусства, 4-я триеннале в Гуанчжоу (2012), «Россия 21. Современное русское искусство». Pinchuk Art Centre (2009), «MODUS R» – «Русский формализм сегодня» в рамках Art Basel Miami Beach (2006).

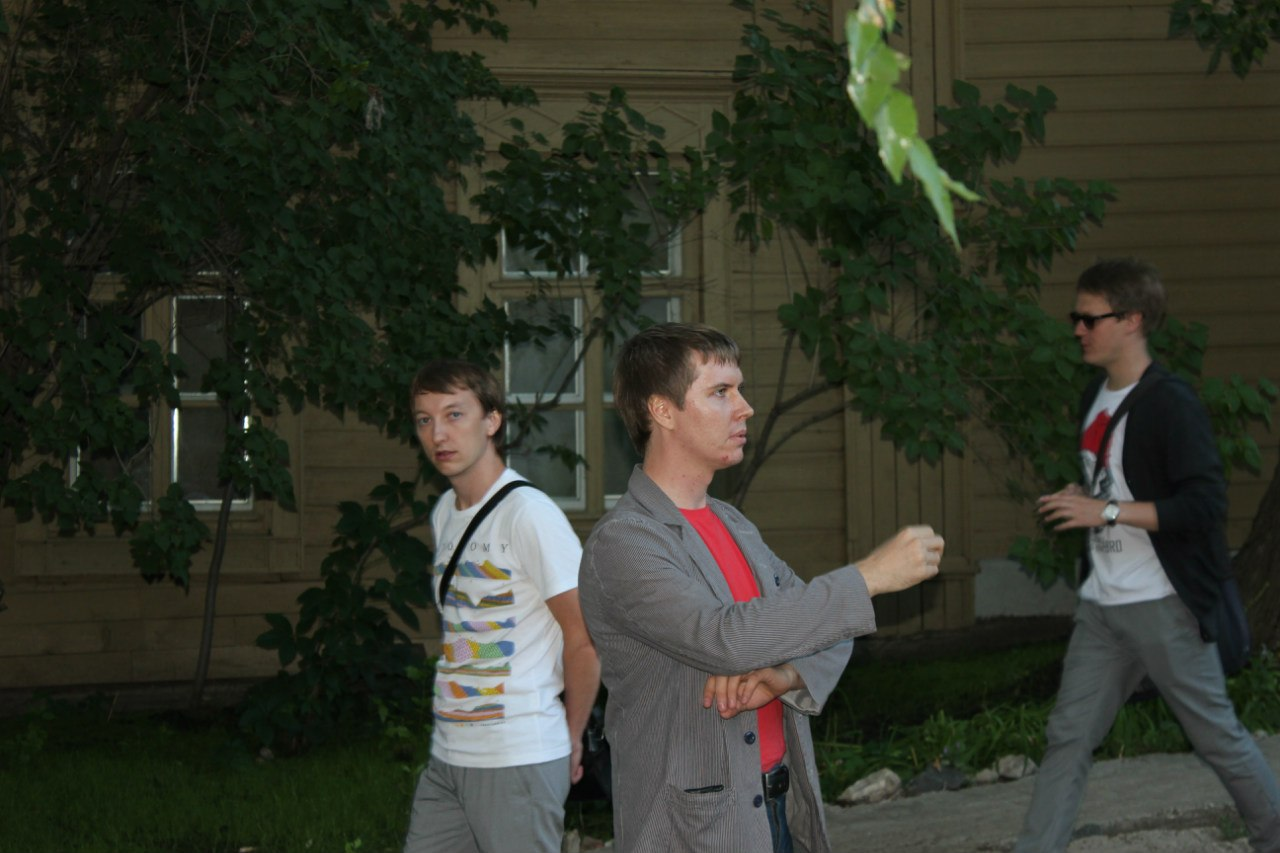
Олег Елагин, Владимир Логутов, Константин Зацепин. Фестиваль "Мир. Текст: Пять способов выйти на свободу" Самарский литературный музей 2013

Куратор таких проектов, как «Art Hause» (Самара, 2004), «Фестиваль идей» (Самара, 2013), куратор «Галереи одной работы» (Самара, 2010-2011), «Брак». Галерея «Марс» (Москва, 2007), «Ничего подобного» (Музей Москвы, 2013), «Не музей. Лаборатория эстетических подозрений». В рамках международного биеннале современного искусства «Манифеста -10» (Санкт-Петербург, 2014), «Нет времени» (Центр современной культуры ВИНЗАВОД, Москва, 2015, в рамках Московской биеннале современного искусства).
В 2017 стал 63-м в ТОП-100 признанных  российских художников по версии ARTANDHOUSES:
Менее чем за три года этот молодой самарский художник стал олицетворением «новой волны» и одним из наиболее известных авторов российского видео-арта.

## Творчество
Владимир Логутов — участник многочисленных групповых выставок в России и за рубежом, в том числе Первой и Второй Московских биеннале современного искусства, двукратный номинант Премии Кандинского, двукратный номинант Премии «Инновация», двукратный номинант Премии «Чёрный квадрат». На Ширяевской биеннале 2011 был представлен совместный проект Ханнс-Михаеля Руппрехтера и Владимира Логутова «Strange.Stranger.Strangest»
«Владимир Логутов, которого всё чаще именуют представителем «нового» или «урбанистического» формализма, относится к группе художников, которые обращаются к ценностям языковой автономии, на свой лад наполняя их новым эстетическим и политическим содержанием»Константин Зацепин, журнал «ANTE»

### Видеоарт

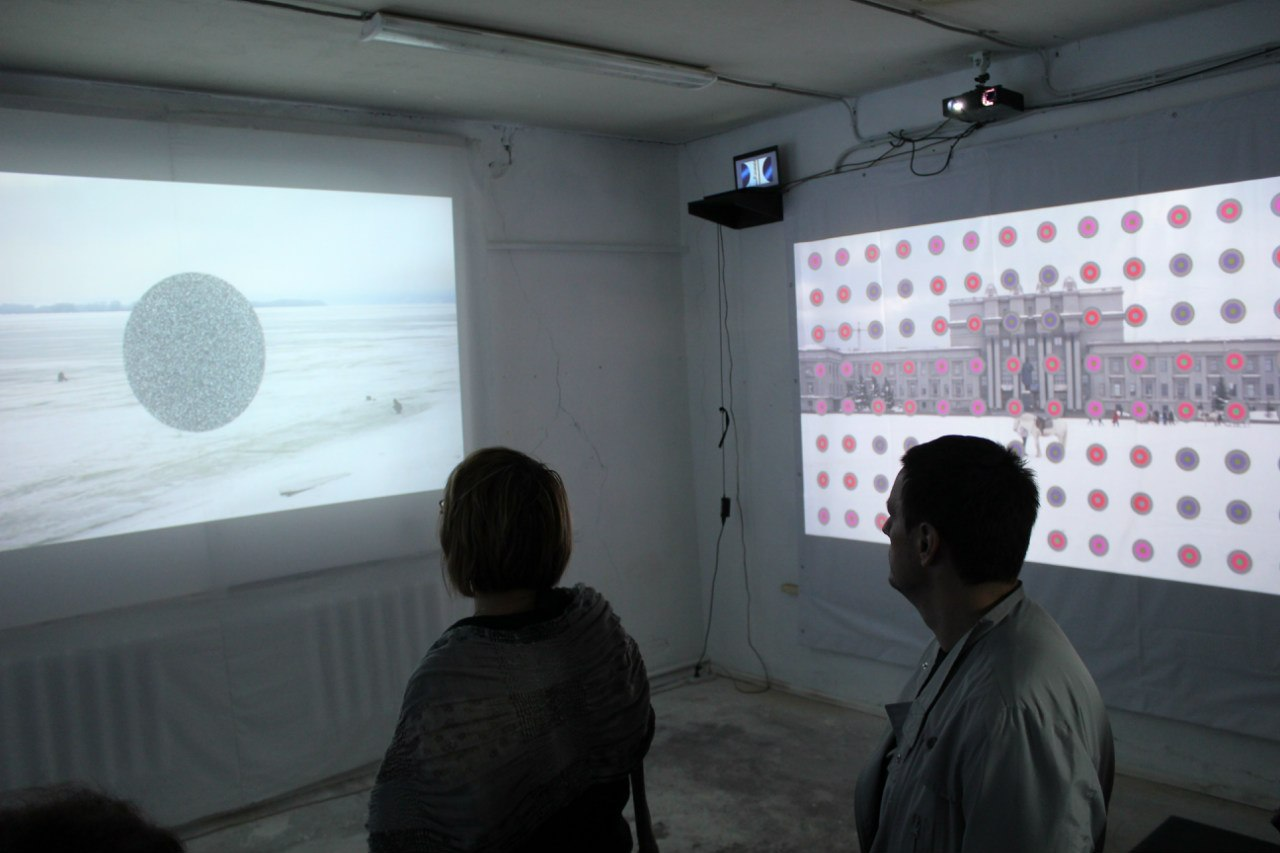
Видео-арт Владимира Логутова на Фестивале "Мир. Текст: Пять способов выйти на свободу" Самарский литературный музей 2013

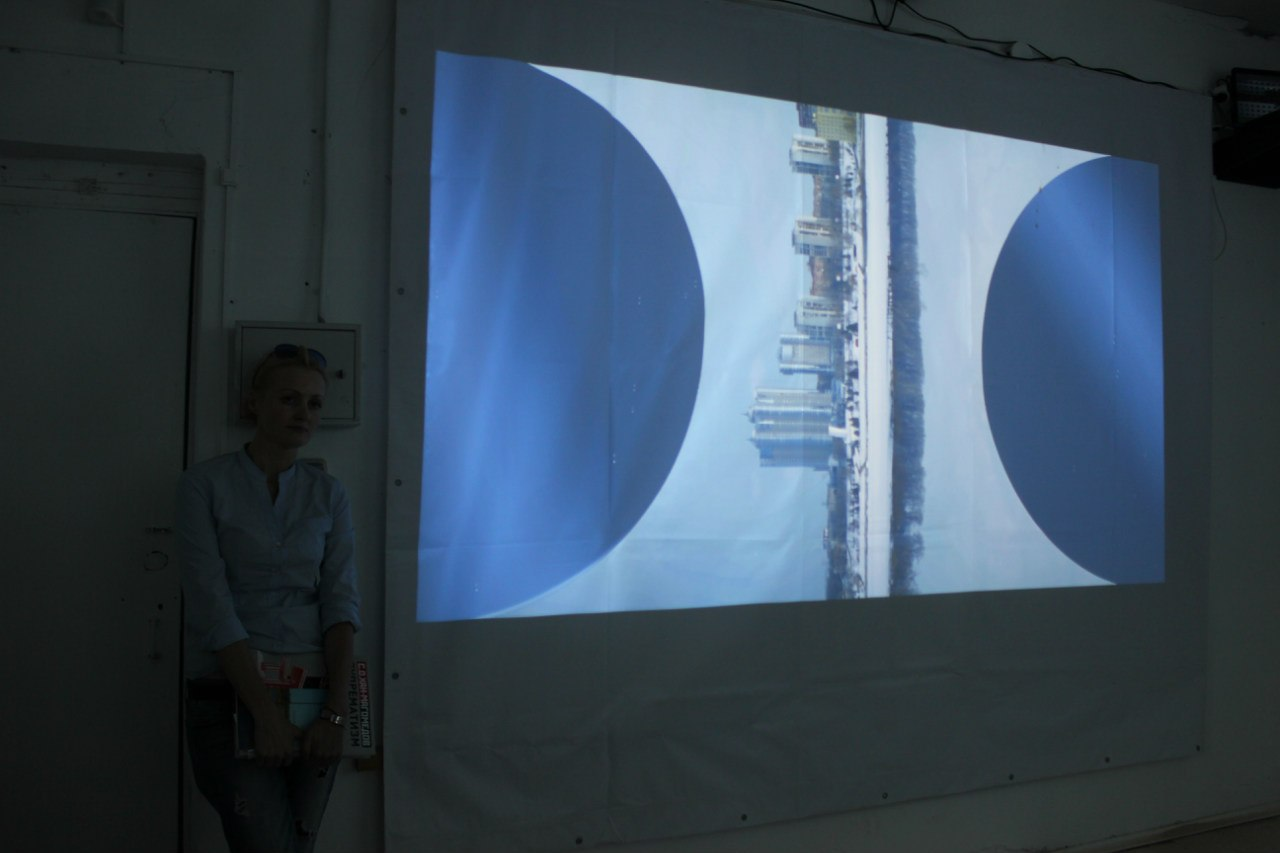
Видео-арт Владимира Логутова на Фестивале "Мир. Текст: Пять способов выйти на свободу" Самарский литературный музей 2013

Фильм «Палатка» получил приз на первом фестивале спонтанного кино «Белый квадрат» (Самара). Логутов участвовал в кинофестивале «Кинотеатр.DOC», в португальском фестивале IMAGO (2006).
В 2006 году получил главный приз конкурса фильмов на цифровых носителях «Кино без киноплёнки» в рамках фестиваля «Киношок» за фильм «Обо мне».

### Прикладной дизайн
В рамках сотрудничества с итальянским мебельным брендом Natuzzi Владимир Логутов создал дизайн кресла, в оформлении которого использовал свои живописные работы из серии «Вертикали».

## Выставки
2017
- «Следующий уровень».Центр современного искусства «ВИНЗАВОД». Москва. Россия[14][15]

2016
- «Встречи». Музей современного искусства PERMM. Пермь. Россия.
- «Встречи». ГЦСИ. Арсенал Нижегородского кремля. Нижний Новгород. Россия.
- «Встречи». Галерея «Виктория». Самара. Россия.

2015                                                                      
- «Встречи». Галерея «Риджина». Москва. Россия.

2014
- «Альтернативные пространства» // отдел современного искусства Тольяттинского художественного музея, Тольятти, 2014[16]

2013   
- «Руины индустриального». персональная выставка. галерея «Риджина». Москва.

2011
- «Встречи» в галерее «Арт-Пропаганда», Самара[17][18]
- «Внимание». Выставка видео. Красноярский музейный центр. Красноярск. Россия
- «Внимание» в галереe Х. Л.А. М., Воронеж

2009
- Boom. Галерея Риджина. Москва, Россия[19][20]

Новая выставка Владимира Логутова представляет многоканальную видеоинсталляцию Pause, в которой продолжается работа по анализу языка видео, как изобразительного средства. Художник показывает на экране группу людей, предельно замедляя ход времени, в результате чего процесс разворачивания повествования доходит до полной остановки.
- Вертикали. Галерея «Guelman Projects». Москва, Россия[22][23][24][25]
- «Ностальгия по живописи» в галерее «Виктория», Самара.[26] Включала серии «Вертикали», «Запакованная живопись», «Негативное рисование», «Брак».[27][28][29]

2008
- Взаимопроникновение видимого и реального. Stanislas Bourgain gallery. Париж, Франция.

2007
- Дополнительный элемент. Stella Art Foundation. Москва, Россия

2006
- Ожидание. Фонд «Современный город». Москва, Россия
- Видеоинсталляции «Episode» и «Twilight». Ikon Gallery. Берменгейм. Великобритания[источник не указан 4793 дня]
- Видеоинсталляция «Парк». галерея «Рефлекс». Москва.

2005
- Сумерки. Stuttgarter kunstverein e.v. Штутгарт, Германия

2017
- Итоговая выставка программы "Волга. Ноль", которая проходила в Самаре с 2015 по 2017 год. Средневолжский филиал ГЦСИ (РОСИЗО). Самара, торговый центр Гудок, 2017[30][31]

2015
- «Ура! Скульптура!». Центр современного искусства «ВИНЗАВОД». Москва. Россия

2014
- «Российское современное искусство». Центр культурной коммуникации, Клайпеда, Литва
- «Наверху». Музей Москвы. Россия
- «Молоко без бутылки». ГЦСИ. Нижний Новгород. Россия.
- «Время мечтать». 4 Московская международная биеннале современного искусства. Музей Москвы.

2013
- «Формальные отношения». Диалог: Эрик Булатов – Владимир Логутов. ГЦСИ. Россия.
- «Трудности перевода.» 55 Венецианское биеннале. Universita Ca’Foscari. Венеция. Италия.
- «Heavy metal». Центр современного искусства «ВИНЗАВОД». Москва. Россия
- «Невесомость». Музей «Рабочий и колхозница». Москва. Россия
- Выставка в рамках фестиваля «Today Art». Гаага. Нидерланды.

2012
- «Шоссе энтузиастов» 13 архитектурная биеннале в Венеции. Casa dei Tre Oci. Венеция. Италия.
- «Невидимое» 4 триеннале в Гуанчжоу. Музей искусств г. Гуанчжоу. Китай
- «Потерянные в трансформациях». Городская галерея г. Киль. Германия.
- «Текучесть». Фестиваль фильмов во Владивостоке. Владивосток. Россия
- «Видеоарт из России» галерея Nina Lumer. Милан. Италия
- «Impakt». фестиваль Utrecht. Нидерланды
- «Сатурналия».  Институт «Открытое общество. Тбилиси. Грузия.

2011
- «Modernikon». – Современное искусство из России. Casa dei Tre Oci. Венецианское биеннале. Италия.
- «Философы и рабочие». Московская школа управления «Сколково». Сколково. Московская область.
- «Почему я люблю ее». Самарский художественный музей.  Самара. Россия
- «Дыхание» на выставке «За что я люблю её»[32]
- «Кубик Рубика» в программе видеоарта фестиваля «Кинотавр».[33][34][35]
- «Тёмный лес» в галерее «XI комнат», Самара Владимир Логутов выставил небо, разорванное на британские флаги чёткими линиями проводов.[36]

2010
- «Modernikon». – Современное искусство из России. Fondanzione Sandretto Re Rebaudengo. Турин.
- «L'oeil arpenteur». Галерея Art & Essai. Rennes. Франция.
- «Визави». ГЦСИ. Москва.
- «Россия сегодня: Видеоискусство из новой России». Галерея Nina Lumer. Милан. Италия.
- «Techno Russia». Выставка русского видеоарта. ЦДХ. Москва.
- Выставка российского искусства. Espace Croix Baragnon. Тулуза. Франция.
- 56 международный фестиваль короткометражного фильма в Оберхаузене. Оберхаузен. Германия.
- «Объекты в зеркале ближе чем они кажутся: Видео-арт в России». ЦСИ. Прага.
- Русские художники, Artistes russes : Un art au superlatif. — Centre d’art contemporain — Meymac. Меймак, Франция[37]

2009
- «Get Connected». Künstlerhaus Wien. Вена. Австрия.
- «Art Digital 2009». галерея «Марс». Москва.
- «Видение». Музей современного искусства «Пермь», Пермь, Москва. Россия
- «VIS. Vienna independent shorts». Вена. Австрия.
- «Трансфер». галерея «Марс». Москва.
- «ВидеоФормат [Линейность]». ГЦСИ. Москва.
- Выставка номинантов премии «Инновация 2008». ГЦСИ. Москва.
- Завоёванный город. Галерея Риджина. Москва, Россия
- История российского видеоарта. Том 2. ММСИ. Москва, Россия
- 21 RUSSIA. PinchukArtCentre. Киев, Украина
- Арт-форум «Селигер» 2009 (мастер-класс и лекция)[38]

2008
- «Я люблю тебя Вена / Звезды российского видео-арта». Аэропорт Вены. Австрия.
- «Видеозона 4». Международное видео-арт биеннале. Тель Авив. Израиль.
- «Clinch / Cross / Cut». Team 404 & John Armleder. Нью-Джерси. США.
- «Digital Media 1.0». La Nau, Валенсия. Испания.
- Выставка номинантов «Премии Кандинского» + шорт-лист премии. ЦДХ. Москва, Россия
- Радикальная повседневность. BURGASSE 21 gallery. Вена, Австрия

2007
- Выставка номинантов «Премии Кандинского» + шорт–лист премии. центр современного искусства «ВИНЗАВОД». Москва.
- «Мастерская АРТ МОСКВА» + шорт–лист премии «Черный квадрат». ЦДХ. Москва.
- «Mayflies». Site Gallery. Шеффилд. Англия.
- Je est il, Je sont ils? Abbaye Saint-Andre — Centre d’art contemporain — Meymac. — Меймак, Франция
- Урбанистический формализм. 2-я Московская биеннале современного искусства. ММСИ. Москва, Россия
- Свидетели невозможного. 2-я Московская биеннале современного искусства. Московский центр искусств. Москва, Россия

2006
- MODUS R Русский формализм сегодня. Art Basel Miami Beach 2006. Майями. США
- «Свобода – несвобода. 20 лет спустя». галерея «Chameleon». Волсол. Англия.
- «Урбанистическая психология». «Amnesiac Arts gallery». Потенца. Италия.
- «5-й международный Канский видеофестиваль». Канск – Москва.

2005
- «ITALIA   RUSSIA 6   6». «Amnesiac Arts gallery». Потенца. Италия.
- X Московский Форум художественных инициатив. Новый Манеж. Москва.
- «Мемория». Московский музей современного искусства. Москва.
- медиа форум 2005 [парк аттракционов | attractions park]. Москва.
- «4 международный Канский видеофестиваль». Канск – Москва.

2004
- «Art Digital 2004». в рамках 1-й Московской биеннале современного искусства. Галерея «Марс». Москва.
- «Мастерская АРТ МОСКВА», шорт – лист премии «Черный квадрат». ЦДХ. Москва.
- «Еда: между Европой и Азией». 3-я международная Ширяевская биеннале. Ширяево. Самара.

2017
- выставка "Оргия вещей" мастерская  Фонда Владимира Смирнова и Константина Сорокина в рамках параллельной программы VII Московской международной биеннале современного искусства [39][40][40]

В сезоне 2013-2014 Владимир Логутов выполняет роль куратора выставочной площадки «Старт» на «Винзаводе».
2015
- «Нет времени». Центр современной культуры ВИНЗАВОД.  В рамках Московской биеннале современного искусства.

2014
- «Последние открытия».  ЦСИ «Сокол». В рамках молодежной биеннале. Москва. 2014.
- «Не музей. Лаборатория эстетических подозрений». В рамках международного биеннале современного искусства «Манифеста 10».

2013
- «Ничего подобного». Музей Москвы, Провиантские склады, Москва[41][42][43].
- «Зачем мы ходим на выставки». MAMM, Москва[44][45].

2012
- «Течения. Самарский авангард 1960 2012». Музей им. Алабина. Самара[46].

2011
- «Странный... чужестранец... наистраннейший...» (в соавторстве с Х. М. Руппрехтером). Галерея «Виктория», Самара[47].

2009
- «Захват», в рамках 6-й Ширяевской биеннале. Галерея «Виктория», Самара[48].

2007
- «Брак». ЦСИ М’Арс, Москва.

## Коллекции
Работы Владимира Логутова находятся в государственных и частных коллекциях в России и за рубежом.
- The Museum of FRAC Bretagne. Брест, Франция[49][50][51]
- ММОМА, Московский музей современного искусства. Москва, Россия
- THE NEW RULES Foundation. Москва, Россия
- Фонд «Современный город». Москва, Россия[52]
- Stella Art Foundation, Москва. Россия[53]
- Государственный центр современного искусства. Калининградский филиал[54]